# Archiwa Polskiej Zjednoczonej Partii Robotniczej
Archiwa Polskiej Zjednoczonej Partii Robotniczej – rocznik ukazujący się w latach 1980–1988 w Warszawie. Wydawane było przez Centralne Archiwum KC PZPR. Redaktorami naczelnymi byli: Józef Jakubowski, Andrzej Choniawko, Bożena Janikowska. Łącznie ukazało się 9 numerów (ostatni nr 9/10 w 1988).